# Nick Frost
Nicholas John Frost (Dagenham, 28 marzo 1972) è un attore e comico britannico.

## Biografia
Nato a Dagenham, quartiere dell'est di Londra, prima del successo Frost ha lavorato come cameriere e poi come commesso in un grande centro della nota catena di negozi inglesi Dixons. In seguito, ha partecipato ad alcuni spot TV, ma viene reso noto al pubblico inglese per la serie TV comica trasmessa dal 1999 al 2001 su Channel 4 intitolata Spaced, scritta da Simon Pegg, attore e sceneggiatore nonché suo grande amico, in collaborazione con Jessica Hynes, la serie fu diretta dal regista Edgar Wright, con cui sia Frost che Pegg lavoreranno in seguito. La carriera di attore di Nick Frost inizia con le serie TV; egli ha infatti partecipato, dagli anni novanta, a molte serie TV per lo più comiche inglesi.
La vera notorietà arriva nel 2004 con L'alba dei morti dementi (Shaun of the Dead), film scritto da Simon Pegg ed Edgar Wright, diretto da quest'ultimo e facente parte della cosiddetta Trilogia del Cornetto. Il film ebbe un grande successo e il trio si affermò, tanto che nel 2007 lo stesso trio esce con un nuovo film, intitolato Hot Fuzz, commedia che riprende in chiave parodistica i grandi classici dell'azione, secondo film della trilogia del Cornetto, e nel 2013 con La fine del mondo (The World's End), commedia a sfondo fantascientifico e terzo film della trilogia. Nel 2014 prende parte allo speciale natalizio della serie fantascientifica Doctor Who nelle vesti di Babbo Natale, e anche al film Cuban Fury. Nel 2017 entra nel cast della serie TV britannica Sick Note.

## Filmografia

### Attore

#### Cinema
- L'alba dei morti dementi (Shaun of the Dead), regia di Edgar Wright (2004)
- Kinky Boots - Decisamente diversi (Kinky Boots), regia di Julian Jarrold (2005)
- Penelope, regia di Mark Palansky (2006)
- Hot Fuzz, regia di Edgar Wright (2007)
- Wild Child, regia di Nick Moore (2008)
- I Love Radio Rock (The Boat That Rocked), regia di Richard Curtis (2009)
- Paul, regia di Greg Mottola (2011)
- Le avventure di Tintin - Il segreto dell'Unicorno (The Adventures of Tintin), regia di Steven Spielberg (2011)[3]
- Attack the Block - Invasione aliena (Attack the Block), regia di Joe Cornish (2011)
- Scream 4, regia di Wes Craven (2011) - cameo
- Biancaneve e il cacciatore (Snow White & the Huntsman), regia di Rupert Sanders (2012)
- La fine del mondo (The World's End), regia di Edgar Wright (2013)
- Cuban Fury, regia di James Griffiths (2014)
- Affare fatto (Unfinished Business), regia di Ken Scott (2015)
- Il cacciatore e la regina di ghiaccio (The Huntsman: Winter's War), regia di Cedric Nicolas-Troyan (2016)
- The Festival, regia di Iain Morris (2018)
- Tomb Raider, regia di Roar Uthaug (2018)
- Slaughterhouse spacca (Slaughterhouse Rulez), regia di Crispian Mills (2018)
- Horrible Histories: The Movie - Rotten Romans, regia di Dominic Brigstocke (2019)
- Una famiglia al tappeto (Fighting with My Family), regia di Stephen Merchant (2019)
- Timestalker, regia di Alice Lowe (2024)
- Dragon Trainer (How to Train Your Dragon), regia di Dean DeBlois (2025)

#### Televisione
- Jim's Gift, regia di Bob Keen – film TV (1996)
- Big Train – serie TV, episodi 1x01-1x02 (1998)
- Spaced – serie TV, 14 episodi (1999-2001)
- Black Books – serie TV, episodi 1x05-3x03 (2000-2004)
- Look Around You – serie TV, episodi 1x06-2x06 (2002-2005)
- Straight 8, regia di Shane Davey, Ben Gregor, Nick Rutter, Ed Sayers, Edgar Wright – film TV (2004)
- Twisted Tales – serie TV, episodio 1x01 (2005)
- Man Stroke Woman – serie TV, 12 episodi (2005-2007)
- Spider-Plant Man – film TV (2005)
- Dirty Tricks – serie TV, episodio 1x04 (2005)
- Green Wing – serie TV, episodio 2x01 (2006)
- Hyperdrive – serie TV, 12 episodi (2006-2007)
- Money – miniserie TV, episodi 1x01-1x02 (2010)
- CollegeHumor Originals – serie TV, episodio 1x95 (2011)
- It's Kevin – serie TV, episodio 1x04 (2013)
- Mr. Sloane – serie TV, 6 episodi (2014)
- Doctor Who – serie TV, episodi Last Christmas, regia di Steven Moffat (2014)
- Sober Companion, regia di Don Scardino – film TV (2014)
- Galavant – serie TV, episodio 2x05 (2016)
- Into the Badlands – serie TV, 26 episodi (2017-2019)
- Sick Note – serie TV, 14 episodi (2017-2018)
- Truth Seekers – serie TV (2020)
- The Nevers – serie TV, 8 episodi (2021-2023)
- Star Wars: Skeleton Crew – serie TV (2024)

### Doppiatore

#### Cinema
- L'era glaciale 4 - Continenti alla deriva (Ice Age: Continental Drift), regia di Steve Martino e Mike Thurmeier (2012)
- Asterix e il Regno degli dei (Astérix: Le Domaine des dieux), regia di Alexandre Astier e Louis Clichy (2014) - versione inglese
- Boxtrolls - Le scatole magiche (The Boxtrolls), regia di Graham Annable e Anthony Stacchi (2014)

#### Televisione
- Phineas e Ferb – serie animata, episodio 4x26 (2014)
- Scott Pilgrim - La serie – serie animata, 2 episodi (2023)

## Doppiatori italiani
Nelle versioni in italiano delle opere in cui ha recitato, Nick Frost è stato doppiato da:
- Fabrizio Vidale in Hot Fuzz, Paul, Biancaneve e il cacciatore, La fine del mondo, Affare fatto, Dragon Trainer
- Alberto Angrisano in Into the Badlands, Una famiglia al tappeto, The Nevers
- Patrizio Prata in L'alba dei morti dementi, Truth Seekers
- Simone Mori in Kinky Boots - Decisamente diversi, Il cacciatore e la regina di ghiaccio
- Massimo Bitossi in I Love Radio Rock
- Luigi Ferraro in Attack the Block - Invasione aliena
- Bruno Alessandro in Doctor Who
- Massimo De Ambrosis in Sick Note
- Alessandro Quarta in Tomb Raider
- Teo Bellia in Cuban Fury
- Riccardo Scarafoni in Star Wars: Skeleton Crew

Da doppiatore è sostituito da:
- Paolo De Santis in Le avventure di Tintin - Il segreto dell'Unicorno[3]
- Fabrizio Vidale in L'era glaciale 4 - Continenti alla deriva
- Renato Cecchetto in Boxtrolls - Le scatole magiche
- Massimo De Ambrosis in Monster Family